# 聖約翰斯鎮區 (密蘇里州富蘭克林縣)
聖約翰斯鎮區（英語：St. Johns Township）是位於美國密蘇里州富蘭克林縣的一個行政鎮區。

## 地方資料
聖約翰斯鎮區的面積為132.20平方千米，當中陸地面積為128.68平方千米，而水域面積為0.52平方千米。根據2020年美國人口普查的數據，當地共有人口5876人，而人口密度為每平方千米44.45人。